# Puerto de Ancona
El puerto de Ancona con más de 1,5 millones de pasajeros al año es uno de los primeros del Adriático por número de embarques, y uno de los primeros para las mercancías y para la pesca.
Los dorios, que en el año 387 a. C. fundaron la ciudad de Ancona, se asentaron en este lugar por la posibilidad que el puerto natural ofrecía. La costa de hecho forma un codo, de cuyo nombre viene Ancona (Ankon, en griego codo), que ofrece un refugio natural en el mar. Pero ya en el siglo III a. C. el golfo era usado por los picenos para los intercambios comerciales con los griegos. En el período romano el puerto se amplió notablemente, sobre todo por el emperador Trajano; en su honor el Senado de Roma hizo construir en la zona portuaria un arco de triunfo.
Los sarracenos durante su saqueo de la ciudad ocurrido en el siglo IX destruyeron también el puerto. Y posteriormente fue reconstruido y fortificado de modo considerable. Entre el siglo XIII y el XIV Ancona se convirtió en el segundo puerto más importante del Adriático, después de Venecia. En los siglos posteriores, con el descubrimiento de América y el desplazamiento del tráfico marítimo del Mediterráneo al Atlántico, el puerto sufrió un drástico declive hasta que Clemente XII no concede el puerto franco y financia la construcción del lazareto.
Con la llegada de las dos guerras mundiales Ancona y la zona portuaria sufrieron graves daños a causa del bombardeo. En los años posteriores se procedió a la reconstrucción y ahora transita por el puerto una ingente cantidad de mercancías y de pasajeros.